# Zagorska Sela
Zagorska Sela (do roku 1890 pouze Sela) je vesnice a správní středisko stejnojmenné opčiny v Chorvatsku v Krapinsko-zagorské župě. Nachází se těsně u hranic se Slovinskem, asi 15 km jihozápadně od Pregrady a asi 29 km jihozápadně od Krapiny. V roce 2011 žilo v Zagorské Sele 227 obyvatel, v celé opčině pak 996 obyvatel, díky čemuž je Zagorska Sela společně s opčinou Novi Golubovec nejmenší opčinou v Krapinsko-zagorské župě a jednou z nejmenších chorvatských opčin.
Do teritoriální reorganizace v roce 2010 byla Zagorska Sela součástí opčiny města Klanjec.
Součástí opčiny je celkem třináct trvale obydlených vesnic. Kromě stejnojmenného střediska opčiny Zagorska Sela a vesnice Plavić však žádná z nich nepřesahuje sto obyvatel.
- Bojačno – 14 obyvatel
- Bratkovec – 48 obyvatel
- Brezakovec – 74 obyvatel
- Gornji Škrnik – 55 obyvatel
- Harina Žlaka – 36 obyvatel
- Ivanić Miljanski – 24 obyvatel
- Kuzminec Miljanski – 29 obyvatel
- Luke Poljanske – 66 obyvatel
- Miljana – 88 obyvatel
- Plavić – 164 obyvatel
- Poljana Sutlanska – 105 obyvatel
- Pušća – 66 obyvatel
- Zagorska Sela – 227 obyvatel

Opčinou procházejí státní silnice D229 a župní silnice Ž2151. Blízko protéká řeka Sutla, která zde tvoří hranici se Slovinskem. Na druhé straně řeky ve Slovinsku se rozkládá občina Podčetrtek. Nacházejí se zde pět silničních hraničních přechodů: Miljana-Imeno, Zagorska Sela-Sedlarjevo, Bratkovec-Podčetrtek, Luke Poljanske-Podčetrtek a Harina Žlaka-Vonarje. Zagorskou Selou prochází železniční trať Záhřeb-Celje, která zde překračuje hranice na železničním hraničním přechodu Plavić-Golobinjek ob Sotli.